# Mycielin (Krotoszyn)
Pour les articles homonymes, voir Mycielin.
Mycielin (prononciation : [mɨˈt͡ɕelin]) est un village polonais de la gmina de Koźmin Wielkopolski dans le powiat de Krotoszyn de la voïvodie de Grande-Pologne dans le centre-ouest de la Pologne.

## Histoire
De 1975 à 1998, le village faisait partie du territoire de la voïvodie de Kalisz.

Depuis 1999, Mycielin est situé dans la voïvodie de Grande-Pologne.